# کیت تاد
کیت تود (انگلیسی: Kate Todd؛ زادهٔ ۱۲ دسامبر ۱۹۸۷) یک هنرپیشه، و خواننده اهل کانادا است. وی از سال ۲۰۰۲ میلادی تاکنون مشغول فعالیت بوده‌است.
او در فیلم تکه‌های تریسی بازی کرده است.